# Rezerwat przyrody Stawska Góra
Stawska Góra – florystyczny rezerwat przyrody znajdujący się na terenie gminy Chełm, w powiecie chełmskim, w województwie lubelskim.
- położenie geograficzne: Pagóry Chełmskie
- powierzchnia (według aktu powołującego): 4,00 ha
- rok utworzenia: 1956
- dokument powołujący: Zarządzenie Ministra Leśnictwa i Przemysłu Drzewnego z 27 listopada 1956 roku w sprawie uznania za rezerwat przyrody (MP nr 103, poz. 1195).
- przedmiot ochrony (według aktu powołującego): zachowanie dla celów naukowych naturalnego zbiorowiska roślinności stepowej z rzadkimi gatunkami roślin, m.in. dziewięćsiłem popłocholistnym[2].

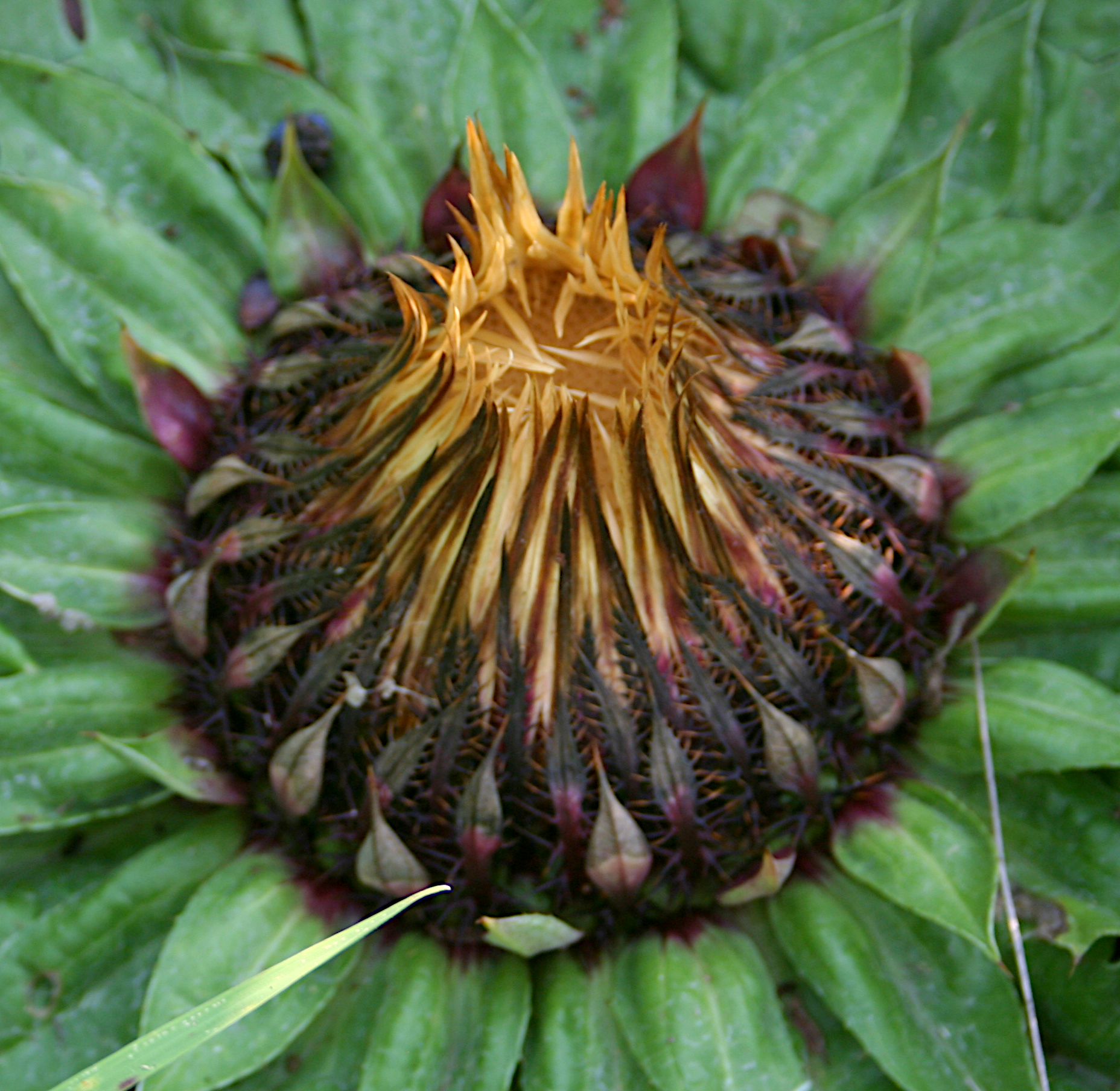
Dziewięćsił bezłodygowy na terenie rezerwatu Stawska Góra

Na terenie rezerwatu stwierdzono występowanie 210 gatunków roślin, około 30 z nich to gatunki rzadkie. Ochroną objęte są m.in.: dziewięćsił popłocholistny i bezłodygowy, miłek wiosenny, zawilec wielkokwiatowy, aster gawędka, orlik pospolity, wiśnia karłowata, goryczka krzyżowa.
Spośród około 600 odnotowanych tu gatunków zwierząt ponad 300 to motyle, w tym gatunki chronione: paź królowej i postojak wiesiołkowiec.
W zbliżonych granicach utworzono specjalny obszar ochrony siedlisk sieci Natura 2000 „Stawska Góra” PLH060018 o powierzchni 4,98 ha.